# Pobondzie
Pobondzie – wieś w Polsce położona w województwie podlaskim, w powiecie suwalskim, w gminie Rutka-Tartak.
| SIMC    | Nazwa      | Rodzaj    |
| ------- | ---------- | --------- |
| 0767411 | Postawelek | część wsi |

W latach 1975–1998 miejscowość administracyjnie należała do województwa suwalskiego.
Na południowym zachodzie od wsi znajduje się Jezioro Pobondzie.
18 maja 2010 roku nad wsią przeszła trąba powietrzna, uszkadzając budynki i infrastrukturę.